# Loßburg
Loßburg est une commune d'Allemagne, située dans l'arrondissement de Freudenstadt et le Land de Bade-Wurtemberg.

## Géographie
Loßburg est une station thermale et climatique.
La Kinzig, un affluent de 95 km de la rive droite du Rhin, prend sa source sur le territoire de la commune.

## Administration
Administrativement, Loßburg est composée des localités suivantes :
- Betzweiler-Wälde (intégrée le 1er janvier 2007)
- Hardthöfle (détachée de Alpirsbach et intégrée à Loßburg en 1976)
- Lombach (intégrée le 1er juillet 1974)
- Rodt (intégrée en 1938)
- Schömberg (intégrée le 1er juillet 1974)
- Sterneck (intégrée le 1er septembre 1971)
- Vierundzwanzig Höfe (intégrée le 1er juillet 1974)
- Wittendorf (intégrée le 1er juillet 1974)

## Blason
|  | Tour argent, surmontée de la lettre L majuscule, sur une colline sinople dans l'azur. La juxtaposition azur/sinople est contraire à la règle dite de contrariété des couleurs en héraldique. |

## Transports
- Loßburg est desservie par la ligne de chemin de fer Kinzigtalbahn reliant Freudenstadt à Hausach.
- Loßburg est située sur la route fédérale B 294.

## Jumelages
La commune est jumelée avec :
- Anse (Rhône) (France)
- Harta (Hongrie)
- Hammerbrücke (Allemagne)